# La festa del caprone
La festa del caprone (titolo orig. La Fiesta del Chivo) è un romanzo dello scrittore peruviano Mario Vargas Llosa, pubblicato nel 2000. Ambientato nella Repubblica Dominicana, ritrae l'assassinio del suo dittatore, Rafael Trujillo, e le sue conseguenze, da due distinti punti di vista, separati da una generazione: durante e immediatamente dopo l'omicidio del tiranno, nel maggio 1961; e dopo trentacinque anni, nel 1996. Accanto a questi due livelli, vi è un'intensa riflessione sull'apice della tirannia, negli anni Cinquanta, e il suo significato profondo per l'isola e i suoi abitanti.

## Edizioni italiane
- La festa del caprone, traduzione di Glauco Felici, Collana Supercoralli, Torino, Einaudi, ISBN 978-88-061-5634-3; Collana SuperET, Torino, Einaudi, 2011, ISBN 978-88-062-0779-3; Collana ET. Scrittori, Einaudi, 2019, ISBN 978-88-062-4263-3.